# Neotominae
I Neotomini (Neotominae Merriam, 1894) sono una sottofamiglia di roditori della famiglia Cricetidae.

## Tassonomia
Comprende i seguenti generi:
- Tribù Neotomini - I denti masticatori sono particolarmente specializzati, privi di cuspidi, con la corona appiattita e di forma prismatica.
  - Hodomys
  - Nelsonia
  - Neotoma
  - Neotomodon
  - Xenomys
- I denti masticatori presentano cuspidi alternate
  - Tribù Baiomyini
    - Baiomys
    - Scotinomys

  - Tribù Ochrotomyini
    - Ochrotomys

  - Tribù Reithrodontomyini
    - Habromys
    - Isthmomys
    - Megadontomys
    - Onychomys
    - Osgoodomys
    - Peromyscus
    - Podomys
    - Reithrodontomys